# Entebbei nemzetközi repülőtér
Az Entebbei nemzetközi repülőtér (IATA: EBB, ICAO: HUEN) Uganda egyik nemzetközi repülőtere, mely az ország déli részén, Entebbe város közelében helyezkedik el, 35 km-re a fővárostól, Kampalától. Éves utasforgalma 1 840 264 fő (2018).

## Története
A területen először a britek létesítettek repülőteret, egy hidroplán-állomást, hogy megkönnyítsék a Nagy-Britannia és Dél-Afrika közötti légi összeköttetést. Az első kifutópályát 1947-ben adták át, és a végső repülőteret 1952-ben adta át II. Erzsébet brit királynő (akkor még hercegnő).
A repülőtér egy izraeli túszmentő-akció helyszíne volt, 1976-ban. Egy palesztin-német terrorista csoport eltérítette az Air France 139-es járatát, mely Tel-Avivból szállt fel, s hosszas kószálás után végül Entebbében landolt Idi Amin Dada akkori ugandai elnök tudtával. Idi Amin később engedélyezte a túszejtők maradását és a túszokat a reptér régi szárnyába toloncolták. Éppen a zsidó túszok kivégzésére készültek, amikor az izraeli kommandósok Jonatan Netanjahu vezetésével végül négy C–130-as szállító repülőgéppel sikeresen eljutott a repülőtérre és tűzharcban kiszabadította a túszokat. A terroristákat megölték, a tűzharcban 3 túsz meghalt. A repülőteret védő ugandai egységeket szétverték (mintegy 50 ugandai katonát lőttek le), a helyszínen levő ugandai MiG–17 és MiG–21 repülőgépeket megsemmisítették. A harcban a parancsnok Jonatan Netanjahu meghalt, ő volt a kommandósok egyetlen vesztesége.
A sikeres kommandóakcióról egy éven belül két amerikai és egy izraeli akciófilm készült, majd 2018-ban egy angol-amerikai-francia-máltai koprodukciós film is:
- Támadás Entebbénél (Raid on Entebbe) (1976), rendezte Irvin Kershner, főszereplők Martin Balsam, Horst Buchholz, Charles Bronson, Yaphet Kotto, John Saxon stb.
- Győzelem Entebbénél (Victory at Entebbe) (1976), rendezte Marvin J. Chomsky, főszereplők Helmut Berger, Kirk Douglas, Richard Dreyfuss, Anthony Hopkins, Elizabeth Taylor stb.
- Mivtsa Yonatan / Entebbe: Operation Thunderbolt (1977), rendezte Menahem Golan, főszereplők Yehoram Gaon (mint J. Netanjahu százados), Klaus Kinski.
- 7 vérfagyasztó nap (Entebbe) (2018), rendezte José Padilha, főszereplők Batsheva Dance Company, Zina Zinchenko, Ben Schnetzer [1]

## Légitársaságok, célállomások

### Utasszállító
| Légitársaság       | Célállomások |
| ------------------ | --- |
| Aerolink Uganda    | Bugungu, Chobe, Kasese, Kidepo, Kihihi, Kisoro, Kisumu, Masai Mara, Mweya, Pakuba, Semliki                          |
| Air Arabia         | Sardzsa |
| Air Tanzania       | Dar es-Salaam, Kilimandzsáró                                                                                        |
| Airlink            | Johannesburg |
| Auric Air          | Seronera |
| Brussels Airlines  | Brüsszel |
| Eagle Air          | Arua, Yei Charter: Apoka, Ishasha, Kasese, Kisoro, Mweya, Pakuba, Semliki, Soroti                                   |
| EgyptAir           | Kairó |
| Emirates           | Dubaj |
| Ethiopian Airlines | Addisz Abeba, Juba                                                                                                  |
| flydubai           | Dubaj |
| Eastafrican.com    | Nairobi |
| Jambojet           | Nairobi |
| Kenya Airways      | Bangui, Kigali, Nairobi                                                                                             |
| KLM                | Amszterdam |
| Precision Air      | Dar es-Salaam |
| Qatar Airways      | Doha |
| RwandAir           | Juba, Kigali, Nairobi                                                                                               |
| Saudia             | Rijád |
| Tarco Aviation     | Juba, Kartúm |
| Turkish Airlines   | Isztambul |
| Uganda Airlines    | Bujumbura, Dar es-Salaam, Dubaj, Johannesburg, Juba, Kilimandzsáró, Kinshasa, Mogadishu, Mombasa, Nairobi, Zanzibár |

#### Légitársaságok, amelyek speciális utasszállító non-stop járatokat nyújtanak
| Légitársaság                            | Célállomások                             |
| --------------------------------------- | ---------------------------------------- |
| United Nations Humanitarian Air Service | Bunia, Goma, Juba, Kisangani, Lubumbashi |

### Teherszállító
| Légitársaság                            | Célállomások                           |
| --------------------------------------- | -------------------------------------- |
| Astral Aviation                         | Nairobi                                |
| BidAir Cargo                            | Johannesburg                           |
| EgyptAir Cargo                          | Kairó, Sardzsa                         |
| Emirates SkyCargo                       | Jebel Ali                              |
| Ethiopian Airlines                      | Addisz Abeba                           |
| Etihad Cargo                            | Abu-Dzabi                              |
| Qatar Airways Cargo                     | Brüsszel, Doha, Nairobi                |
| Stabo Air                               | Johannesburg, Liège                    |
| Uganda Air Cargo                        | Dubaj, Frankfurt, Johannesburg         |
| Chapman Freeborn                        | Johannesburg, Nairobi, Oostende/Brugge |
| Turkish Cargo                           | Isztambul–Atatürk, Nairobi             |
| United Nations Humanitarian Air Service | Róma                                   |

## Forgalom
Az utasforgalom az elmúlt években az alábbi módon változott:
| Utasok száma | 118 527 | 191 706 | 326 265 | 343 846 | 416 697 | 781 428 | 1 023 437 | 1 343 963 | 1 420 000 | 2 008 230 |
|              | 1991    | 1994    | 1997    | 2000    | 2003    | 2007    | 2010      | 2013      | 2016      | 2019      |